# Integral de Böhmer
En matemàtiques, una integral de Böhmer (1939) és una integral introduïda per Böhmer (1939) generalitzant les integrals de Fresnel.
N'hi ha dues versions:
La generalitzada del cosinus:
{\displaystyle \operatorname {C} (x,y)=\int _{x}^{\infty }t^{y-1}\cos(t)\,dt}
La generalitzada del sinus:
{\displaystyle \operatorname {S} (x,y)=\int _{x}^{\infty }t^{y-1}\sin(t)\,dt}
En conseqüència, la integral habitual de Fresnel s'expressa mitjançant les integrals de Böhmer de la següent manera:
{\displaystyle \operatorname {S} (y)={\frac {1}{2}}-{\frac {1}{\sqrt {2\pi }}}\cdot \operatorname {S} \left({\frac {1}{2}},y^{2}\right)}
{\displaystyle \operatorname {C} (y)={\frac {1}{2}}-{\frac {1}{\sqrt {2\pi }}}\cdot \operatorname {C} \left({\frac {1}{2}},y^{2}\right)}
També, mitjançant la integral generalitzada de Fresnel es poden expressar el sinus de la integral i el cosinus de la integral:
{\displaystyle \operatorname {Si} (x)={\frac {\pi }{2}}-\operatorname {S} (x,0)}
{\displaystyle \operatorname {Ci} (x)={\frac {\pi }{2}}-\operatorname {C} (x,0)}